# XP Media
XP Media är ett evangelikalt kristet bokförlag. 
XP Media har givit ut Svenska Folkbibeln, som är en alternativ bibelöversättning till Bibel 2000, som man anser vara för liberalteologisk. Medan Nya Testamentet i sin helhet är en nyöversättning är större delen av Gamla Testamentet en revision av 1917 års svenska bibelöversättning.
Förutom biblar ger förlaget ut litteratur i ämnen som bön och kristet liv. Även böcker om bibelns trovärdighet, kreationism och kristen sionism ingår i sortimentet.
Förlaget grundades 1998. Utgivningsvolymen rör sig kring ett halvdussin titlar per år.
Bokstäverna XP syftar på de grekiska bokstäverna Chi-Rho, som motsvarar det latinska alfabetets KR och utgör det så kallade Kristusmonogrammet.